# Lynne Jolitz
Lynne Greer Jolitz (ur. 30 czerwca 1961) – amerykańska programistka, wraz ze swym mężem Billem twórczyni wolnodostępnego systemu operacyjnego 386BSD.
Urodziła się jako Lynne Greer Messner we Fremont, w Kalifornii. Dzięki stypendium Blossa rozpoczęła studia na Uniwersytecie Kalifornijskim Berkeley początkowo historii naturalnej i antropologiczne, potem przeniosła się na wydział fizyczny. Uczestniczyła w latach 80. XX wieku w pracach nad systemem BSD. Na uniwersytecie poznała swego przyszłego męża Billa Jolitza.
17 marca 1991 wraz z nim wydała system 386BSD, ambitną próbę modernizacji Uniksa typu BSD i przeniesienia go na platformę IBM PC. Oboje byli autorami serii artykułów wydanych przez magazyn Dr. Dobb's Journal pt. Porting Unix to 386 . Ze względu na zbyt restrykcyjny model rozwoju i inne okoliczności próba ta nie odniosła sukcesu, choć cieszyła się sporym powodzeniem. Wydanie 0.1 w ciągu tygodnia zostało pobrane z serwera FTP 250 000 razy. System ten dał jednak podstawy dla współczesnych systemów FreeBSD i NetBSD.
Wraz z mężem pracowała w Symmetric Computer Systems, który produkował komputery Symmetric 375. Lynne przeniosła na tę platformę system BSD, który nazwany został Symmetrix i opracowała dlań podręcznik systemowy i użytkownika.